# Yorman Zapata
Yorman Zapata Mina, noto semplicemente come Yorman Zapata (El Charco, 1º settembre 2000), è un calciatore colombiano, attaccante dell'O'Higgins.

## Carriera
Gioca fino al 2019 nelle giovanili dei cileni dell'Universidad Católica per poi nel 2020 esordire tra i professionisti nella seconda divisione cilena con il Magallanes, con cui gioca per tre stagioni in questa categoria, totalizzandovi complessivamente 74 presenze e 17 reti. Nel 2022 vince sia il campionato che la coppa nazionale cilena (peraltro la prima nella storia del club), per poi nel 2023 vincere la supercoppa cilena, esordire in prima divisione e sia in Coppa Libertadores (3 presenze ed un gol) che in Coppa Sudamericana (6 presenze e 2 reti).

## Palmarès

### Club

#### Competizioni nazionali
- Primera B: 1

Magallanes: 2022
- Copa Chile: 1

Magallanes: 2022
- Supercopa de Chile: 1

Magallanes: 2023